# Черноголовая андигена
Черноголовая андигена (лат. Andigena cucullata) — вид дятлообразных птиц из семейства тукановых (Ramphastidae), обитающий в андских влажных горных лесах в юго-восточной части Перу, а также западной и центральной Боливии, на высоте 2400—3300 метров над уровнем моря. Ареал сравнительно невелик.

## Описание
У взрослых особей, достигающих размеров  45—48 см:стр. 167, размах крыльев может варьироваться в пределах  от 15 до 18,5 см, длина клюва — в пределах от 7,3 до 9,1 см. У черноголовых андигенов, как и у всех видов рода андигены (Andigena), практически отсутствует половой диморфизм. Самцов отличают несколько более крупные размеры тела и более длинный клюв, длина которого у самок составляет 6,9—8,1 см:стр. 360.
Оперение головы и шеи чёрного цвета, на затылке имеется голубовато-серая полоса. Крылья и спина оливково-коричневые с жёлтым отливом. Хвост тёмного жёлто-зелёного цвета:стр. 359. Оперение грудной части синее, иногда голубовато-серое. Живут отдельно, парами или небольшими группами до 4 особей. Питаются в основном плодами:стр. 361.